# Nowy Błeszyn
Nowy Błeszyn (do 1945  niem. Neu Blessin) – osada w Polsce położona w województwie zachodniopomorskim, w powiecie gryfińskim, w gminie Mieszkowice.
Nowy Błeszyn powstał na początku XIX w. jako kolonia wsi Błeszyn, która wówczas zmieniła nazwę na Stary Błeszyn (Alt Blessin).
Cmentarz ewangelicki z 2. połowy XIX w. jest obecnie nieczynny.
W latach 1975–1998 miejscowość administracyjnie należała do województwa szczecińskiego.